# Cassandra Tollbring
Cassandra Isabell Helene Tollbring (* 19. März 1993 in Stockholm) ist eine schwedische Handballspielerin, die beim schwedischen Erstligisten H 65 Höör unter Vertrag steht.

## Karriere
Tollbring spielte anfangs bei Rimbo HK. Im Jahre 2012 schloss sie sich dem schwedischen Erstligisten Team Eslövs IK an. In der Saison 2013/14 belegte die Rückraumspielerin mit 116 Treffern den fünften Platz in der Torschützenliste der Elitserien. Weiterhin bereitete sie mit 78 Assists die zweitmeisten Tore vor. Im  Sommer 2014 wechselte sie zum Ligakonkurrenten H 65 Höör. 2017 gewann sie mit Höör die schwedische Meisterschaft und stand im Finale des EHF Challenge Cups. Ab der Saison 2017/18 stand sie beim norwegischen Erstligisten Larvik HK unter Vertrag. Im Sommer 2019 wechselte sie zum französischen Verein Bourg-de-Péage Drôme Handball. Ein Jahr später schloss sie sich dem norwegischen Verein Storhamar Håndball an. Aufgrund einer im September 2021 durchgeführten Knieoperation fiel sie mehrere Monate aus. Im Sommer 2022 kehrte sie zu H 65 Höör zurück. Im August 2023 gab sie ihre Schwangerschaft bekannt. Mit H 65 Höör gewann sie 2025 den schwedischen Pokal. Im Finale gegen Skuru IK erzielte sie zehn Treffer.
Tollbring bestritt ein Länderspiel für die schwedische Jugend-Nationalmannschaft sowie drei Länderspiele für die Juniorinnen-Nationalmannschaft. Am 2. Juni 2018 gab sie ihr Debüt für die schwedische Handballnationalmannschaft.

## Sonstiges
Ihr Bruder Jerry spielt ebenfalls Handball.